# 138-я улица — Гранд-Конкорс (линия Джером-авеню, Ай-ар-ти)
|   |     |     |     |   |
| · | · л | · э | · л | · |

|   |     |     |     |   |
| · | · л | · э | · л | · |

«138-я улица — Гранд-Конкорс» (англ. 138th Street–Grand Concourse) — станция Нью-Йоркского метрополитена, расположенная на линии Джером-авеню, Ай-ар-ти.  На станции останавливаются маршруты 4 (круглосуточно, кроме часов пик в пиковом направлении) и 5 (круглосуточно, кроме ночи). Станцию проходит без остановки маршрут 4 (в часы пик в пиковом направлении). Она представлена двумя боковыми платформами, обслуживающими два пути.
Станция была открыта 17 июля 1918 года на участке, соединяющем линию Джером-авеню и линию Лексингтон-авеню. Через станцию проходят три пути — два локальных и один экспресс-путь. Севернее станции от локальных путей отходят соединительные пути с линией Уайт-Плейнс-роуд (маршрут 5), сама линия продолжается на север (маршрут 4). И те, и другие пути приходят на станции, входящие в пересадочный узел 149-я улица — Гранд-Конкорс.
В 2011 году неправительственная организация Transportation Alternatives по итогам голосования пассажиров признала станцию самой вонючей во всей системе метро города Нью-Йорка.